# 托蓬
托蓬（法語：Taupont，法語發音：[topɔ̃]）是法国莫尔比昂省的一个市镇，属于瓦讷区。

## 地理
托蓬（47°57'31"N, 2°26'19"W）面积29.17 平方千米，位于法国布列塔尼大區莫尔比昂省，该省份为法国西北部沿海省份，位于布列塔尼半岛南部，北起阿摩尔滨海省、西接菲尼斯泰尔省，南濒大西洋，东南接大西洋卢瓦尔省，东临伊勒-维莱讷省。
与托蓬接壤的市镇（或旧市镇、城区）包括：圣马洛-德特鲁瓦方丹、洛亚、普洛埃梅勒、吉亚克、埃莱昂。

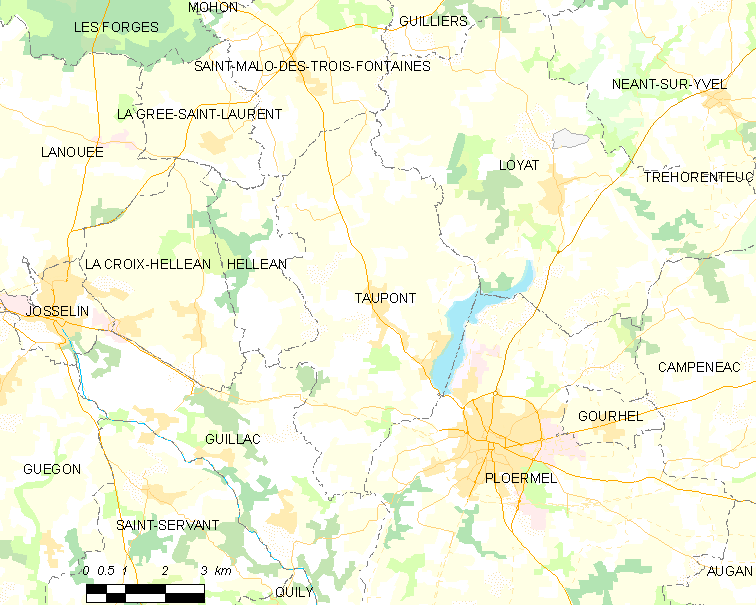
托蓬的OSM定位图

托蓬的时区为UTC+01:00、UTC+02:00（夏令时）。

## 行政
托蓬的邮政编码为56800，INSEE市镇编码为56249。

## 政治
托蓬所属的省级选区为普洛埃梅勒县。

## 人口

1962-2008年间托蓬人口变化图示

托蓬于2022年1月1日时的人口数量为2400人。